# Statuia lui Johannes Honterus
Statuia lui Johannes Honterus, aflată în curtea Bisericii Negre din Brașov, lângă fațada sudică, dezvelită în 21 august 1898, este o operă a sculptorului berlinez Haro Magnussen. Pe soclul monumentului se află două basoreliefuri din bronz. Este înscrisă în lista monumentelor istorice 2004 cu codul  BV-III-m-B-11857.
Statuia, înaltă de 2,5 metri, îl reprezintă pe Johannes Honterus cu mâna dreaptă întinsă, arătând spre edificiul actual al școlii, iar în cea stângă ține o carte, pe ale cărei pagini se deslușesc două titluri ale unor lucrări importante și în istoria orașului (Reformationsbüchlein și Schulordnung). Prin aceste titluri, autorul sculpturii făcea aluzie la reformele școlare ale lui Honterus și la rolul primordial jucat de către el în răspândirea reformei lutheriene. Reprezentarea figurii idealizate a umanistului se inspiră dintr-o xilogravură contemporană lui, din 1550, care de obicei este acceptată ca un portret autentic al lui Honterus, și în care el este înfățișat cu o privire severă, purtând o barbă specifică și pe cap o pălărie ce ținea de vestimentația pastorilor vremii.

## Vandalism anticultural
Unul din basoreliefurile de bronz a fost furat în 1999. Wilhelm Roth, un brașovean care locuiește acum în Germania, a lucrat aproape trei ani pentru a reconstitui acest basorelief, de pe fața vestică a soclului, care îl arată pe umanist în tipografia sa, unde s-au realizat primele tipărituri în anul 1539. Imediat după furtul din 1999 Roth a început să caute imagini cu basorelieful original, dar și să adune banii necesari creării unei replici. A reușit să facă asta în anul 2002, după aproape trei ani de muncă. În 2002 a fost montată pe statuie replica plăcii furate în 1999. Cu această ocazie, a realizat și o matriță a plăcii de pe partea estică a soclului statuii.
În data de 19 octombrie 2009 statuia lui Johannes Honterus a fost vandalizată din nou, în sensul că de pe postamentul statuii lipsește și cealată placă de bronz originală, cu o greutate de 14 kilograme, iar replica montată în 2002 prezintă urme de forțare. Placa de bronz dispărută este înscrisă în lista monumentelor istorice și aparține patrimoniului național. Bronzul furat este un basorelief din anul 1898 și prezintă scena în care Johannes Honterus acordă împărtășania unui bolnav în prezența familiei acestuia.
Cele două plăci cu basoreliefuri au fost refăcute după matrițele realizate de Wilhelm Roth, cu ajutorul Ordinului Suprem Militar al Templului din Jerusalim - Marele Priorat General Magistral al României - Comanderia «Johannes Honterus» nr. 35 Brașov“, Turnătoriei Select Metlemplast S.R.L. din Odorheiul Secuiesc și S.C. Remat SA Brașov, care a donat bronzul necesar, și au fost montate la loc în cadrul unei ceremonii ținute în 31 octombrie 2010.
Pentru a-i descuraja pe vandali, reprezentanții Bisericii Negre au instalat două camere de supraveghere, câte una pentru fiecare placă.